# Cidariophanes saturata
Cidariophanes saturata är en fjärilsart som beskrevs av Paul Dognin 1911. Cidariophanes saturata ingår i släktet Cidariophanes och familjen mätare. Inga underarter finns listade i Catalogue of Life.